# Patrick Donges
Patrick Donges (* 1969) ist ein Kommunikationswissenschaftler und Hochschullehrer. Seit April 2016 hält er eine Professur an der Universität Leipzig und lehrt Kommunikationswissenschaft am Institut für Kommunikations- und Medienwissenschaft. Zu seinen Arbeitsbereichen zählen unter anderem Politische Kommunikation, Medienpolitik und Medienstruktur. Er ist Autor von 129 Publikationen in diversen Fachzeitschriften und Sammelbänden. Zu seinen bekanntesten Werken zählen Politische Kommunikation in der Mediengesellschaft und Medialisierung Politischer Organisationen.

## Studium
Nachdem Donges im Jahr 1995 an der Universität Hamburg sein Studium in den Fachbereichen Politische Wissenschaft und Journalistik abgeschlossen hatte, promovierte er im Gebiet Publizistikwissenschaft im September 2001 an der Universität Zürich. Seine Habilitation, ebenfalls im Bereich der Publizistikwissenschaft folgte im Jahr 2007.

## Beruflicher Werdegang
Von 1995 bis 1998 arbeitete Patrick Donges als wissenschaftlicher Mitarbeiter in Drittmittelprojekten an der Universität Hamburg. Im Jahr 1998 folgte eine Stelle als Oberassistent am Institut für Kommunikationswissenschaft und Medienforschung an der Universität Zürich. 2004 lehrte Donges an der Universität Salzburg am Fachbereich Kommunikationswissenschaft und im Jahr darauf als Gastprofessor an der Universität Wien am Institut für Publizistik-& Kommunikationswissenschaft.
Seit 2008 folgten weitere Lehrauftritte an diversen Universitäten, wie der Freien Universität Berlin, der Universität Greifswald und der Universität Leipzig in den Bereichen Kommunikationswissenschaft und Politische Kommunikation. Von 2008 bis 2012 war Donges der Sprecher der Fachgruppe „Kommunikation und Politik“ der DGPuk, der Deutschen Gesellschaft für Publizistik- und Kommunikationswissenschaft. Seit 2019 ist er Geschäftsführender Direktor des Instituts für Kommunikations- und Medienwissenschaft und Prodekan der Fakultät für Sozialwissenschaften und Philosophie an der Universität Leipzig. Zu seinen Forschungsschwerpunkten gehören die Politische Kommunikation, Mediensysteme und Media Governance.

## Ausgewählte Werke
- Von der Medienpolitik zur Media Governance? 2007, ISBN 978-3-938258-02-6.
- mit Otfried Jarren: Politische Kommunikation in der Mediengesellschaft: Eine Einführung. Leipzig 2017, ISBN 978-3-531-90212-8 (5. Aufl. 2022).
- Medialisierung politischer Organisationen. Parteien in der Mediengesellschaft. Wiesbaden 2008, ISBN 978-3-531-90942-4.
- mit Otfried Jarren: Differenzierung und Institutionalisierung des Medien- und Kommunikationssystems. In: Medienjournal. 2019.
- mit D. Arnold: Medienpolitik in hybriden Mediensystemen. In: Handbuch Medienökonomie. Wiesbaden 2015. doi:10.1007/978-3-658-09632-8_43-1
- Mediendemokratie. In: O. Lembke, C. Ritzi, G. S. Schaal (Hrsg.): Zeitgenössische Demokratietheorie. Wiesbaden 2016, doi:10.1007/978-3-658-06363-4_5
- Funktionsaufträge des Rundfunks. In: J. Heesen (Hrsg.) Handbuch Medien- und Informationsethik. Stuttgart 2016.